# Andreas Hurschler
Andreas Hurschler (* 14. September 1977 in Stans) ist ein ehemaliger Schweizer Nordischer Kombinierer.

## Werdegang
Hurschler gab sein Debüt im Weltcup der Nordischen Kombination in der Saison 1994/95. Dabei erreichte er auf Anhieb fünf Weltcup-Punkte und am Ende den 50. Platz in der Weltcup-Gesamtwertung. Danach wurde es ruhig um Hurschler. Erst bei der Nordischen Skiweltmeisterschaft 1999 in Ramsau am Dachstein startete er wieder international. Dabei erreichte er im Gundersen den 40. Platz. Nach der Weltmeisterschaft startete er im B-Weltcup, wo er Ende Januar 2000 seinen ersten Sieg feiern konnte. Ab Februar startete er wieder im Weltcup. Dabei konnte er auf Anhieb wieder regelmässig die Punkteränge erreichen. Bei der Nordischen Skiweltmeisterschaft 2001 in Lahti kam er im Gundersen auf den 33. Platz und mit dem Team auf den 10. Platz. Bei den Schweizer Meisterschaften in der Nordischen Kombination 2001 in St. Moritz gewann Hurschler im Einzel hinter Andy Hartmann und Ronny Heer die Bronzemedaille. Bei den Olympischen Winterspielen 2002 in Salt Lake City erreichte er nach einer weiteren Saison im B-Weltcup gemeinsam mit Jan Schmid, Ivan Rieder und Ronny Heer im Teamwettbewerb den 7. Platz. Im Sprint kam Hurschler auf den 21. und im Einzel auf den 25. Platz. Am 31. März 2002 gewann er bei den Schweizer Meisterschaften in der Nordischen Kombination 2002 in Les Tuffes erneut Bronze im Einzel. Ein Jahr später konnte er seine Leistungen weiter steigern und erreichte bei der Nordischen Skiweltmeisterschaft 2003 im Val di Fiemme mit dem Team den achten Platz. Im Sprint kam Hurschler auf den 15. und im Gundersen auf den 17. Platz. In der Saison 2003/04 gelang ihm im Sprintweltcup mit dem 17. Platz in der Gesamtwertung die beste Platzierung seiner Karriere. Zwei Jahre später erreichte er in der Saison 2005/06 mit dem 16. Platz auch seine höchste Platzierung im Gesamtweltcup. Bei den Olympischen Winterspielen 2006 in Turin verpasste er mit der Mannschaft im Teamwettbewerb mit dem vierten Platz nur knapp die Medaillenränge. Im Sprint erreichte Hurschler den 21. und im Gundersen den 23. Platz. Bei den Schweizer Meisterschaften in der Nordischen Kombination 2006 in Einsiedeln gewann er die Goldmedaille im Einzel. 2007 beendete Hurschler seine aktive Karriere.
Andreas Hurschler ist der Bruder von Seppi Hurschler.

## Erfolge

### B-Weltcup-Siege im Einzel
| Nr. | Datum           | Ort         | Disziplin               |
| --- | --------------- | ----------- | ----------------------- |
| 1.  | 20. Januar 2000 | Calgary     | Sprint Normalschanze    |
| 2.  | 14. Januar 2006 | Chaux-Neuve | Gundersen Normalschanze |

## Statistik

### Platzierungen bei Olympischen Winterspielen
| Jahr und Ort        | Wettbewerb | Wettbewerb | Wettbewerb |
| Jahr und Ort        | Gundersen  | Sprint     | Team       |
| ------------------- | ---------- | ---------- | ---------- |
| 2002 Soldier Hollow | 25.        | 21.        | 07.        |
| 2006 Pragelato      | 23.        | 21.        | 04.        |

### Weltcup-Platzierungen
| Saison  | Platz | Punkte |
| ------- | ----- | ------ |
| 1994/95 | 50.   | 005    |
| 1999/00 | 32.   | 308    |
| 2000/01 | 66.   | 013    |
| 2001/02 | 36.   | 321    |
| 2002/03 | 35.   | 103    |
| 2003/04 | 19.   | 246    |
| 2004/05 | 47.   | 063    |
| 2005/06 | 16.   | 310    |
| 2006/07 | 41.   | 070    |